# 沃勒什·茹然瑙
沃勒什·茹然瑙（匈牙利語：Vörös Zsuzsanna，1977年5月4日—），生于塞克什白堡，匈牙利女子现代五项运动员。她曾参加2000年、2004年和2008年三届夏季奥运会，其中在2004年奥运会获得女子个人金牌。